# Marzigetta
Marzigetta (лат.) — олиготипический род чешуекрылых из подсемейства совок-пядениц. Выделен американским энтомологом Харрисоном Дж. Дьяром в 1918 году.

## Описание
Передние крылья коричневого цвета, заострённые сверху, имеют до 11 жилок. Щупики у самок угловатые у окончания, сочленения щупиков расширенные и размером примерно в два раза длиннее головы.

## Систематика
В состав рода входит два вида:
- Marzigetta asynetalis Dyar, 1918
- Marzigetta obliqua Dyar, 1918typus

Типовой вид — Marzigetta obliqua. В некоторых источниках род считается монотипным с единственным видом M. obliqua.

## Распространение
Типовой вид Marzigetta obliqua является эндемиком Мексики.